# Icterus
« Oriole » redirige ici. Pour les articles homophones, voir Oriol et Auriol.
Genre
Icterus est un genre de passereaux d'Amérique. On les nomme quelquefois loriot, mais ils ne sont que très lointainement apparentés à ces Oriolidae, d'où ils tirent leur nom d'oriole.

## Liste des espèces
D'après la classification de référence (version 14.1, 2024) du Congrès ornithologique international (ordre phylogénique) :
- Icterus parisorum – Oriole jaune-verdâtre ;
- Icterus chrysater – Oriole noir et or ;
- Icterus graduacauda – Oriole d'Audubon ;
- Icterus leucopteryx – Oriole de Jamaïque ;
- Icterus auratus – Oriole orange ;
- Icterus gularis – Oriole à gros bec ;
- Icterus nigrogularis – Oriole jaune ;
- Icterus bullockii – Oriole de Bullock ;
- Icterus pustulatus – Oriole à dos rayé ;
- Icterus abeillei – Oriole d'Abeillé ;
- Icterus galbula – Oriole de Baltimore ;
- Icterus mesomelas – Oriole à queue jaune ;
- Icterus pectoralis – Oriole maculé ;
- Icterus graceannae – Oriole leucoptère ;
- Icterus jamacaii – Oriole des campos ;
- Icterus icterus – Oriole troupiale ;
- Icterus croconotus – Oriole à dos orange ;
- Icterus maculialatus – Oriole unifascié ;
- Icterus wagleri – Oriole cul-noir ;
- Icterus cucullatus – Oriole masqué ;
- Icterus prosthemelas – Oriole monacal ;
- Icterus spurius – Oriole des vergers ;
- Icterus melanopsis – Oriole de Cuba ;
- Icterus northropi – Oriole des Bahamas ;
- Icterus bonana – Oriole de Martinique ;
- Icterus portoricensis – Oriole de Porto Rico ;
- Icterus oberi – Oriole de Montserrat ;
- Icterus laudabilis – Oriole de Sainte-Lucie ;
- Icterus dominicensis – Oriole d'Hispaniola (ou Oriole à capuchon ?) ;
- Icterus auricapillus – Oriole à tête d'or ;
- Icterus pyrrhopterus – Oriole variable ;
- Icterus cayanensis – Oriole à épaulettes.